# .tor
.tor是OnioNS项目实施的伪顶级域名主机后缀，旨在将DNS基础设施添加到Tor网络中，以便为隐藏服务选择有意义且全球独特的域名，然后用户可以从Tor浏览器中引用这些域名。
该项目旨在解决Tor隐藏服务自2002年推出以来一直存在的主要可用性问题。
2015年8月，Tor开发人员邮寄列表中公布了服务器、客户端和域名保留工具（称为隐藏服务）软件部件及其支持的共同库的 Beta 版本[1]。
根据项目描述gitsite[2] "OnioNS是一个分布式、隐私增强、元数据无、且高度可用的DNS，用于Tor隐藏服务"
该系统由Tor网络供电，依赖于分布式数据库，并为操作员和用户提供匿名性。